# Krystyna Mikołajewska
Krystyna Mikołajewska (ur. 6 września 1939 w Pabianicach) – polska aktorka teatralna, filmowa i telewizyjna.

## Kariera
W 1958 roku zdobyła I Nagrodę w V Ogólnopolskim Konkursie Recytatorskim. W 1964 została absolwentką Państwowej Wyższej Szkoły Teatralnej im. Ludwika Solskiego w Krakowie. Po ukończeniu studiów występowała na deskach Teatru im. Wojciecha Bogusławskiego w Kaliszu. W latach 1966–1968 grała w teatrach wrocławskich. W sezonach 1968–1972 była aktorką Starego Teatru im. Heleny Modrzejewskiej w Krakowie. W latach 80. XX wieku występowała w Teatrze Narodowym w Warszawie. Znana jest z roli Żydówki Sary w filmie „Faraon” w reżyserii Jerzego Kawalerowicza z 1965. Występowała w filmach polskich i produkcjach zagranicznych (Czechosłowacja, Jugosławia, NRD, Węgry i ZSRR). Na Festiwalu Teatralnym w Katowicach wręczono jej statuetkę dla najlepszego aktora młodego pokolenia a za rolę Dity w czechosłowackim filmie „Dita Saxova" odebrała nagrodę festiwalu filmowego w San Sebastian.

## Filmografia
- 1962 – Jadą goście jadą...
- 1963 – Weekendy – jako Alina, znajoma Wojtka; nie występuje w napisach
- 1965 – Faraon – jako Sara, nałożnica Ramzesa, matka jego syna
- 1965 – Sobótki – jako Jadwiga, przybrana córka Świecy
- 1966 – Bumerang – Wanda, przyjaciółka Ewy
- 1966 – Cała naprzód – jako dziewczyna w haremie (opowieść 4)
- 1966 – Kontrybucja – jako Anna, żona Pawła
- 1967 – Gwiazdy na czapkach (produkcja: Węgry, ZSRR) – jako Olga
- 1967 – Dita Saxová (produkcja: CSRS) – jako Dita
- 1967 – Morderca zostawia ślad – jako Natalia Łoszyńska
- 1969 – Nie ze mną, Madame!(inne języki) (produkcja: NRD) – jako Eva
- 1969 – Lato pełne wstydu (produkcja: Jugosławia)
- 1969 – Okna czasu (produkcja: Węgry) – jako Maguy
- 1970 – Śmiertelna pomyłka(inne języki) (produkcja: NRD) – jako Jessebee
- 1977 – Żołnierze wolności (produkcja: ZSRR) – jako Małgorzata Fornalska; w częściach 1-2
- 1980 – Biełyj snieg Rosiji(inne języki) (produkcja: ZSRR) – jako Grace Wishard